# Użytki ekologiczne we Wrocławiu
Użytki ekologiczne we Wrocławiu – ustanowione stosownymi uchwałami przez Radę Miejską Wrocławia obszary chronione obejmujące zachowane pozostałości ekosystemów, utworzone na podstawie przepisów prawa wynikających z Ustawy o ochronie przyrody z 2004 roku. Obecnie w obrębie granic administracyjnych miasta Wrocław ustanowiono trzy takie obszary chronione w postaci użytków ekologicznych. Wszystkie zlokalizowane są w północno-zachodniej części miasta, na północ od osiedla Pracze Odrzańskie: dwa w rejonie Janówka i jeden w rejonie Nowej Karczmy. Użytki te powiązane są także z wrocławskimi lasami licznie występującymi nad Bystrzycą i Dolną Odrą Wrocławską oraz w rejonie ujścia Bystrzycy do Odry – lasy te wykraczają poza granicę miasta i rozciągają się również w sąsiednich gminach.
We Wrocławiu ustanowiono następujące użytki ekologiczne:
Łacha Farnato użytek ekologiczny położony w obrębie osiedla Janówek, którego podstawę stanowi starorzecze „Łacha Farna” rzeki Odry, oraz pas terenu 15 m od brzegu zbiornika wodnego; zbiornik wodny zajmuje powierzchnię 1,8 ha;
dwa zbiorniki wodne na Janówkuto użytek ekologiczny także położony w obrębie osiedla Janówek, obejmujący dwa zbiorniki wodne zlokalizowane niedaleko północnych granic miasta z gminą Miękinia, tu również ochroną objęto odpowiedni teren przylegający do zbiorników wodnych; powierzchnia użytku wynosi 7,39 ha w tym 2,26 ha to zbiorniki wodne i 5,12 ha to lasy;
zbiornik wodny w Nowej Karczmieto użytek ekologiczny położony w obrębie osiedla Nowa Karczma; jego podstawę stanowi również niewielki zbiornik wodny; biotop ten chroniony jest przed obszar przylegający bezpośrednio do niego; powierzchnia użytku wynosi 12,3 ha.
W różnych opracowaniach i inicjatywach wskazywanych jest szereg miejsc cennych przyrodniczo i ekologicznie we Wrocławiu, które również powinny być objęte ochroną w postaci użytku ekologicznego. Część z tych postulatów ma swoje odzwierciedlenie w uchwalanych miejscowych planach zagospodarowania przestrzennego (ochrona obszarów na Janówku była realizowana już wcześniej, przed 2004 rokiem, w uchwalonym planie miejscowym dla tego obszaru); realizacja innych jest mniej prawdopodobna (np. postulat utworzenia użytku ekologicznego Wzgórze Gajowe), ze względu na cele i założenia polityki przestrzennej miasta (np. projekty zagospodarowania wcześniej wspomnianego Wzgórza Gajowego dla potrzeb ośrodka sportów zimowych) oraz postępującą degradację części tych obszarów.